# Neuquenaphis schlingeri
Neuquenaphis schlingeri är en insektsart. Neuquenaphis schlingeri ingår i släktet Neuquenaphis och familjen långrörsbladlöss. Inga underarter finns listade i Catalogue of Life.